# Santiago Gómez
Santiago Andrés Gómez Santana (ur. 18 maja 2003 w Valencii) – wenezuelski piłkarz występujący na pozycji środkowego obrońcy, od 2024 roku zawodnik Zamory.